# Cueva de Cooper
Cueva de Cooper, a veces Coopers y en inglés Cooper's Cave, es una serie de cavidades rellenas de brechas que contienen fósiles. Las cuevas se encuentran casi en el medio entre los conocidos sitios sudafricanos de Sterkfontein y Kromdraai, que contienen homininos, y a unos 40 km al noroeste de Johannesburgo, Sudáfrica, y ha sido declarada Patrimonio Nacional de Sudáfrica.

## Historia de las investigaciones
Cueva de Cooper ahora es reconocida como el quinto sitio de homínidos más rico en el Sitio del Patrimonio Mundial de la Cuna de la Humanidad (detrás de Sterkfontein, Swartkrans, Drimolen y Kromdraai) y uno de los sitios más ricos para las primeras herramientas de piedra de homínidos y el desarrollo de la cultura olduvayiense. Las excavaciones todavía están en marcha en Cooper y actualmente están siendo dirigidas por Christine Steininger y Lee Berger del Instituto para la Evolución Humana y el Instituto Bernard Price para Investigación Paleontológica de la Universidad de Witwatersrand. 

## Herramientas
La cueva de Cooper ha proporcionado un conjunto de herramientas rico que se ha asignado provisionalmente al desarrollo olduvayense. Cooper es posiblemente el segundo sitio de herramientas de piedra más rico en el área de la Cuna de la humanidad.

## Geología
Cooper es una serie de cuevas dolomíticas rellenas de brechas que se formaron en fisuras a lo largo de fallas geológicas.
Las distintas fisuras han sido nombradas con letras del alfabeto en mayúsculas.

## Antigüedad de los depósitos
El depósito D de Cooper ha sido datado por métodos de uranio-plomo (Robyn Pickering, U. Melburne) entre hace 1,5 y 1,4 millones de años. Se cree que el depósito A de Cooper, basado en los animales recuperados, tiene aproximadamente la misma edad.

## Galería

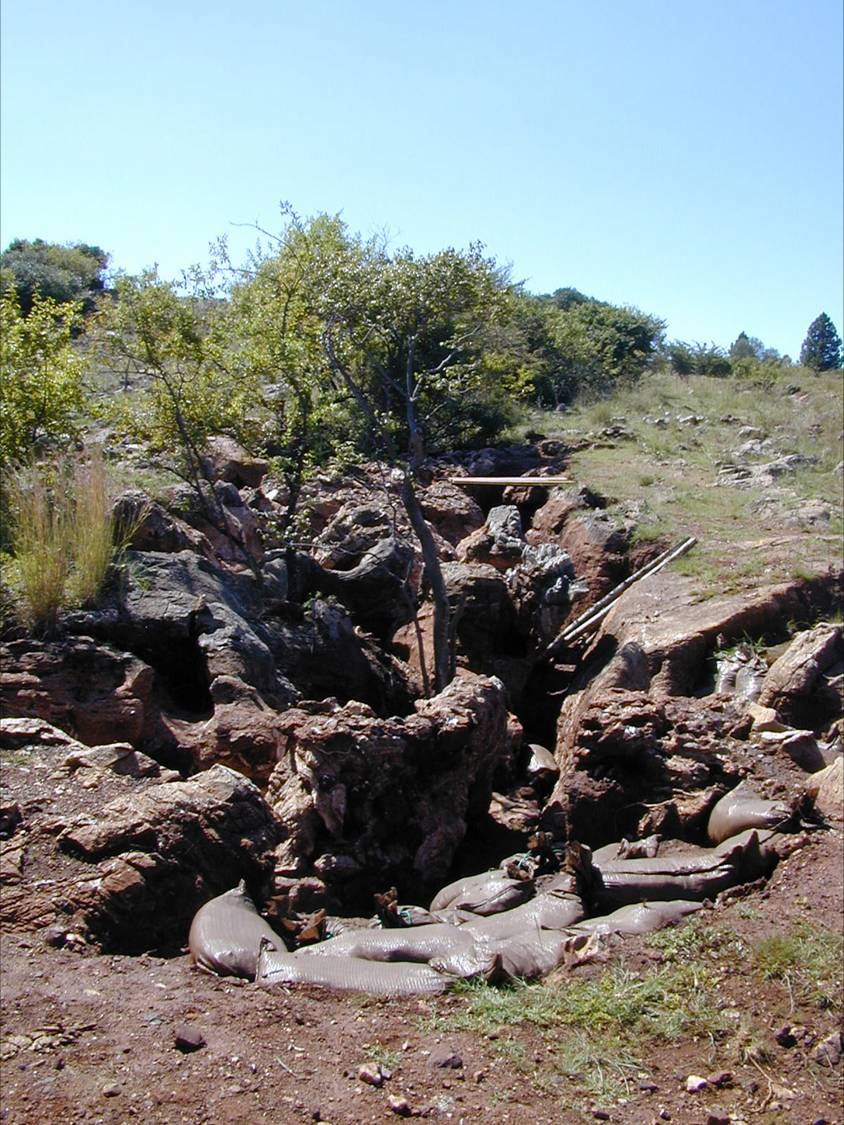
Vista de la D de Cooper desde el oeste. La A se encuentra lejos en el horizonte, a la izquierda tras el pino
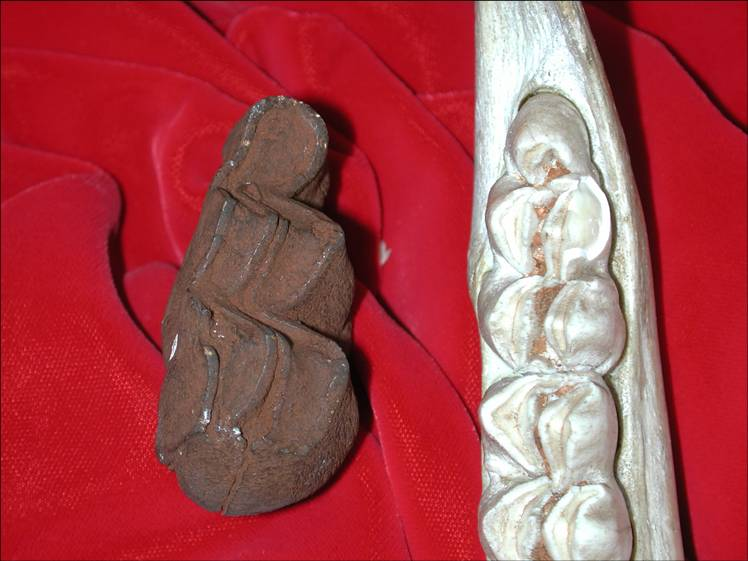
Molar de una jirafa gigante extinta de la cueva Cooper (izquierda), comparada con uno de un macho adulto grande de jirafa actual, todavía en la mandíbula (derecha)
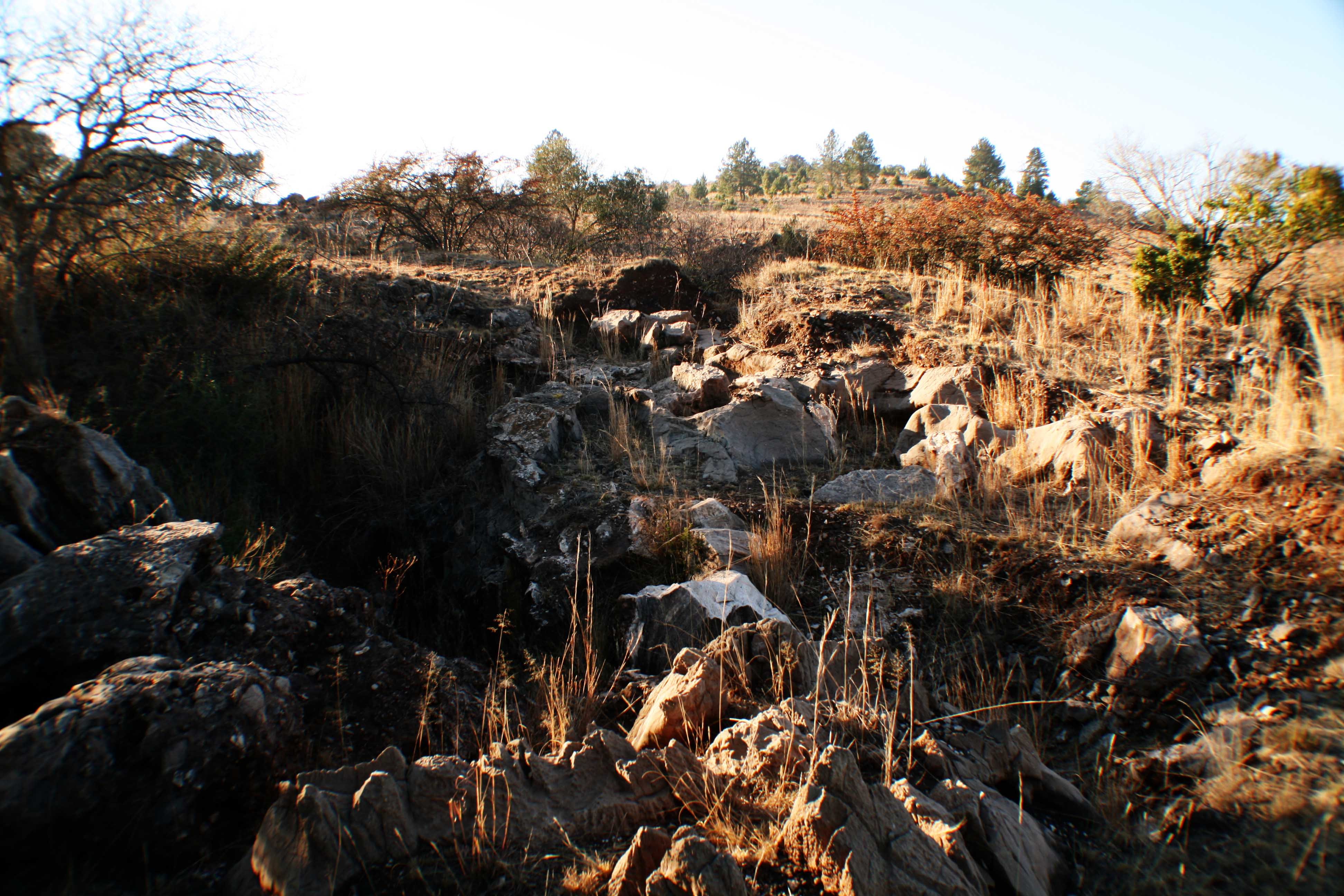
La A de Cooper desde el oeste
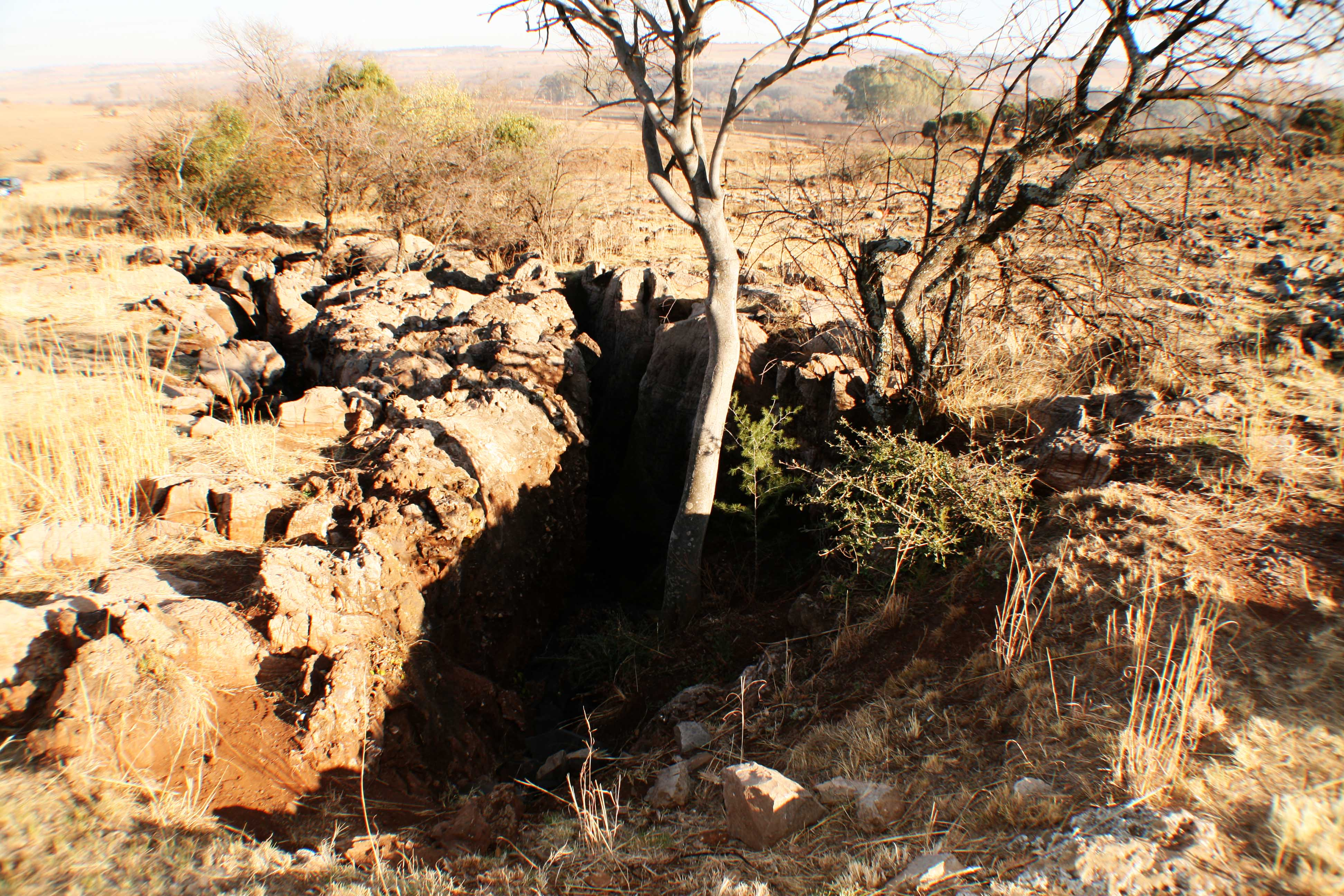
La D de Cooper desde el este
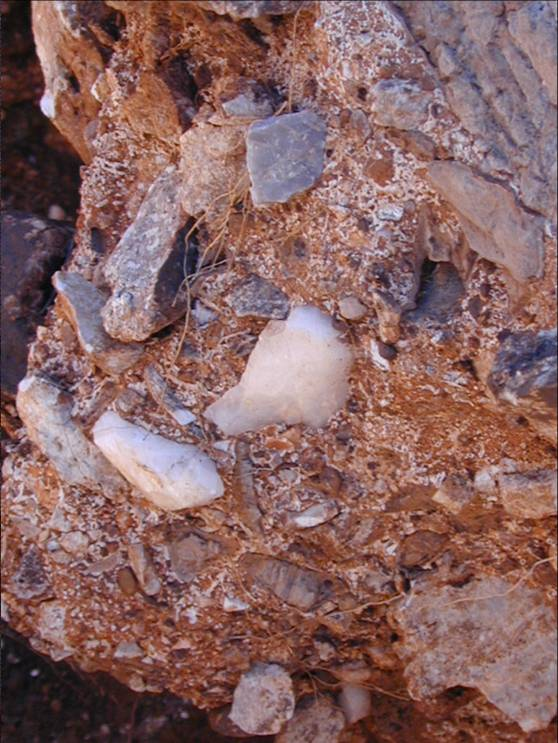
Herramientas de cuarzo todavía encastradas en la brecha procedentes de la cueva de Cooper
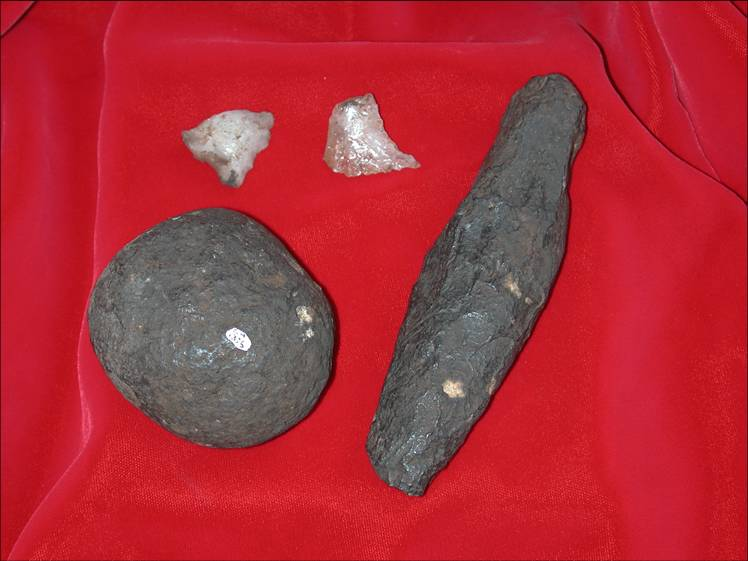
Herramientas de piedra del desarrollo olduvayense procedentes de la D de Cooper: martillo de piedra, objeto de esquisto de utilidad desconocida y lascas de cuarzo
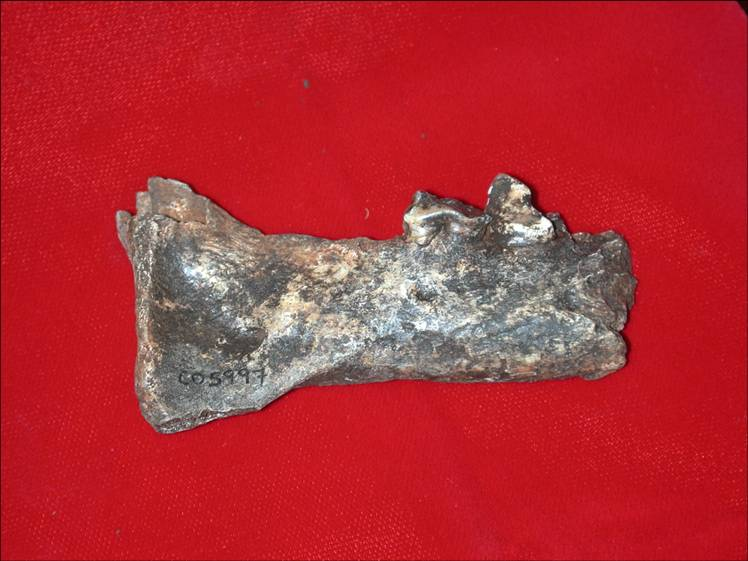
Mandíbula de Megantereon (una especie de felino dientes de sable) de la cueva de Cooper